# 森下來奈
森下來奈（1993年10月14日—）是日本的女性聲優，岐阜縣出身。隸屬於東京俳優生活協同組合。北海道藝術高等學校畢業。

## 人物
2011年進入俳協Voice Actors Studio就讀，是該校的39期生。
2012年加入東京俳優生活協同組合。
2018年獲選為手機遊戲《8 beat Story♪》中的角色虎牙薄荷配音，同時也組成了聲優團體「2_wEi」。

## 演出作品
※粗體字為主要角色。

### 遊戲
2018年
- 8 beat Story♪（虎牙薄荷[6]）
- 偶像大師 灰姑娘女孩（鷹富士茄子）[7]
- 偶像大師 灰姑娘女孩 星光舞台（鷹富士茄子）[8]

### 旁白
- Sukkiri（NTV）
- SmaSTATION!!（EX）
- 5時夢中!（TOKYO MX）
- （TOKYO MX）
- 法老之墓（BS-TBS）
- 東京都人權週間
- 全勞連·春鬥共鬥·13春鬥影音新聞
- 日本Drecom進路
- 城南職業能力開發中心
- 店鋪收藏（Android應用程式）
- 第20回故鄉活動大賞

### 舞台
- Stars on planet「前往宇宙旅行的少年」（聲音演出）
- Stars on planet（聲音演出）

### 網路節目
- 8 beat story News ※每回輪替主持[9]
- 週一·與聲優一同夜間遊玩－緒方惠美×內田彩- ※隔週旁白[10]

## 音樂CD

### 角色歌
| 發售日   | 商品名稱                                  | 演唱名義                                   | 歌曲             | 備註                                |
| 2018年   | 2018年                                    | 2018年                                     | 2018年           | 2018年                              |
| -------- | ----------------------------------------- | ------------------------------------------ | ---------------- | ----------------------------------- |
| 4月18日  | Despair                                   | 2_wEi                                      | 「Despair」      | 遊戲《8 beat Story♪》相關歌曲       |
| 5月2日   | UNPLUG                                    | 2_wEi                                      | 「UNPLUG」       | 遊戲《8 beat Story♪》相關歌曲       |
| 6月20日  | Lost in data                              | 2_wEi                                      | 「Lost in data」 | 遊戲《8 beat Story♪》相關歌曲       |
| 10月31日 | THE IDOLM@STER CINDERELLA MASTER Trust me | THE IDOLM@STER CINDERELLA GIRLS!!          | 「Trust me」     | 遊戲《偶像大師 灰姑娘女孩》相關歌曲 |
| 10月31日 | THE IDOLM@STER CINDERELLA MASTER Trust me | THE IDOLM@STER CINDERELLA GIRLS for BEST5! | 「」             | 遊戲《偶像大師 灰姑娘女孩》相關歌曲 |

### 團體成員
1. ↑  虎牙亞露美（野村麻衣子）、虎牙薄荷（森下來奈）
2. ↑  安部菜菜（三宅麻理惠）、本田未央（原紗友里）、北條加蓮（淵上舞）、鷹富士茄子（森下來奈）、鷺澤文香（M·A·O）、一之瀨志希（藍原琴美）、佐久間真由（牧野由依）、南條光（神谷早矢佳）、喜多日菜子（深川芹亞）
3. ↑  安部菜菜（三宅麻理惠）、本田未央（原紗友里）、北條加蓮（淵上舞）、鷹富士茄子（森下來奈）、鷺澤文香（M·A·O）

## 外部連結
- 事務所官方簡歷 （页面存档备份，存于）（日語）
- 森下來奈の笑ったもん勝ち（個人BLOG） （页面存档备份，存于）（日語）
- 森下來奈的X（前Twitter）（日語）